# Andrew Wakefield
Andrew Jeremy Wakefield (Eton, 1957) brit korábbi orvos, aki leginkább  oltásellenes aktivizmusa és 1998-ban publikált hamis kutatása révén lett ismert. Ebben a cikkben valótlanul állította, hogy összefüggés van az autizmus és az MMR védőoltás között. A cikket övező kampány miatt meredeken visszaesett a védőoltások száma, aminek következtében a 2000-es évektől kezdve számos kanyarójárvány tört ki a világon.
A The Lancet című elismert orvosi szaklapban közzétett tanulmányában Wakefield azt állította, hogy a bélgyulladás egy új formája kapcsolatba hozható az autizmussal. Más kutatások nem tudták reprodukálni Wakefield eredményeit, 2004-ben pedig a Sunday Times oknyomozó riportere, Brian Deer olyan pénzügyi érdekeltséget tárt fel, amelyről Wakefield korábban nem tett említést. Ezt követően Wakefield legtöbb szerzőtársa visszavonta a tanulmány értelmezéséhez nyújtott támogatását.
A Brian Deer által feltártak következtében a Brit Orvosi Kamara (General Medical Council – GMC) etikátlan szakmai viselkedés vádjával vizsgálatot indított Wakefield és két korábbi munkatársa ellen. 2010-ben az orvosi kamara megállapította, hogy Wakefield tisztességtelenül járt el kutatása során, a betegei érdekeivel szemben cselekedett és rosszul bánt fejlődésben visszamaradott gyerekekkel. Wakefield „kötelességei teljesítése során megbukott, mint felelősségteljes szakértő”. A Lancet az orvosi kamara megállapításaira alapozva teljes egészében visszavonta Wakefield 1998-as kutatását, megjegyezve, hogy annak elemeit meghamisították és a szaklapot Wakefield megtévesztette. Három hónappal később, miután beigazolódott, hogy szándékosan meghamisította a Lancetben publikált kutatási eredményeit, Wakefieldet törölték az Egyesült Királyság orvosainak listájáról, továbbá eltiltották attól, hogy a szigetországban orvosként praktizáljon. Kapcsolódó jogi döntésében a brit bíróság kijelentette, hogy „nincs megbízható szakvélemény, amely támogatná dr. Wakefield elméletét arra vonatkozóan, hogy az MMR védőoltás és az autizmus, illetve a bélgyulladás között összefüggés lenne.”
A British Medical Journal című szaklap úgy jellemezte Wakefield fent említett cikkét, mint „jól kidolgozott csalást.” Brian Deer későbbi riportja azt is feltárta, hogy Wakefield úgy tervezte, hogy kihasználja a kutatása által az MMR oltások körül keltett pánikot, és olyan céget alapít, ami profitálhat a kialakult helyzetből. Wakefield tanulmánya és az az állítása, mely szerint az MMR oltás autizmust okozhat, jelentős csökkenéshez vezetett a védőoltások terén az Egyesült Államokban, az Egyesült Királyságban és Írországban, ami a kanyarós és mumpszos esetek emelkedéséhez, súlyos megbetegedésekhez és elhalálozásokhoz vezetett. Továbbra is hangoztatott állításával, mely szerint a védőoltások károsak, hozzájárult ahhoz, hogy mára minden védőoltás körül bizalmatlan légkör alakult ki, és más, korábban már kontroll alá került betegségek is újra felütötték a fejüket. Wakefield a mai napig kiáll a kutatása mellett, azt hangoztatva, hogy nem volt sem csalás, sem hoax, és nem a haszonszerzés motiválta.

## Fiatalkora és tanulmányai
Wakefield 1957-ben született, az angliai Eton városában. Édesapja neurológus, édesanyja gyakorló orvos volt. Miután elvégezte a bath-i King Edward’s School-t, orvosnak tanult a St Mary Hospital Orvosi Egyetemen (ma Imperial Collage Orvosi Egyetem), ahol 1981-ben kapta meg a képesítését.
Wakefield 1985-ben a Sebészek Királyi Testületének tagja lett.

## Pályafutása
1986 és 1989 között a kanadai Torontói Egyetemen állatokon tanulmányozta a vékonybél transzplantáció során fellépő szervkilökődés problémáját. Később ugyanitt a vékonybél átültetéssel kapcsolatos kutatásokat folytatta a Wellcome Trust ösztöndíjával.

### A kanyaróvírus és a Crohn-betegség közötti összefüggésre vonatkozó állítások
Az Egyesült Királyságba visszatérve, a máj transzplantációs programban dolgozott a londoni Royal Free Hospitalban. 1993-ben Wakefield azzal hívta fel magára a szakma figyelmét, hogy olyan jelentéseket publikált, amelyekben arra a következtetésre jutott, hogy a kanyaró vírusa okozhatja a Crohn-betegséget. Két évvel később a Lancet-ben közölt kutatásában szintén azt feltételezte, hogy kapcsolat lehet a kanyaró és a Crohn-betegség között. Az ezután következő kutatás nem tudta alátámasztani a hipotézisét. 1998-ban brit szakértők egy csoportja megbízható kutatásokkal megállapította, hogy sem a kanyaróvírus, sem az MMR vakcina nem okoz Crohn-betegséget.
Később, 1995-ben, mialatt a Crohn-betegséggel kapcsolatos kutatásait végezte, felkereste őt egy autizmussal élő gyermek édesanyja, Rosemary Kessick. Kessick segítséget keresett a fia bélproblémáira és autizmusára. Emellett egy olyan csoportot vezetett, amelynek a neve „Az Allergia Gerjeszti az Autizmust”. 1996-ban Wakefield érdeklődése az MMR védőoltás és az autizmus lehetséges kapcsolata felé fordult.
Az MMR-rel kapcsolatos kutatásai idején Wakefield a Royal Free Orvosi Egyetem (2008-tól UCL Orvosi Egyetem) vezető tanára és tiszteletbeli tanácsadója volt a kísérleti gasztroenterológia területén. 2001-ben, a Lancet-botrány után „közös megegyezéssel” lemondott és megtették a Patológusok Királyi Tanácsának tagjává. 2001-ben (más források szerint 2004-ben) az Egyesült Államokba költözött. Egyes források szerint felkérték, hogy hagyja el a Royal Free Hospitalt azt követően, hogy megtagadta az 1998-as Lancet tanulmányának kontrollált kísérlettel való hitelesítésére vonatkozó kérést.
Wakefield ezt követően közreműködött a „Thoughtful House Center for Children” nevű szervezet megalapításában, ahol ügyvezető igazgatóként dolgozott. A szervezet az autizmust tanulmányozta, austini központjában (Texas), ahol Wakefield a Times szerint annak ellenére tovább folytatta az MMR oltás és az autizmus közötti kapcsolat propagálását, hogy korábban elismerte az erre vonatkozó bizonyítékok hiányát. A szervezet éléről 2010 februárjában mondott le, miután a Brit Orvosi Kamara megállapította, hogy a korábbi, angliai, autizmussal kapcsolatos kutatásai során tisztességtelenül és felelőtlenül járt el. A Times 2010 májusában arról írt, hogy Wakefield a Visceral nevű brit jótékonysági szervezet orvosi tanácsadója, mely szervezet „bélbetegségekkel és fejlődési rendellenességekkel kapcsolatos kutatásokat végez.”
Wakefield az Egyesült Királyságban el lett tiltva attól, hogy orvosként praktizáljon, az Egyesült Államokban pedig nincs engedélye. Jelenleg az Egyesült Államokban él, ahol követői is vannak, köztük a prominens oltásellenes hírességgel, Jenny McCarthy-val, aki Wakefield önéletrajzának előszavát írta.  McCarthy fiának autizmus-szerű tünetei vannak, amelyeket meggyőződése szerint az MMR oltás okozott. Wakefield jelenleg családjával Austinban él.
Alapított egy nonprofit szervezetet (‘’Strategic Autism Initiative’’), hogy kutatásokat végeztessen erről az állapotról, emellett jelenleg két autizmussal kapcsolatos vállalatot vezet (‘’Medical Interventions for Autism’’ és ‘’Autism Media Channel’’).

## A Lancet-csalás
1998. február 28-án Wakefield volt a vezető szerzője annak a kutatásnak, amely 12 autista gyermekről szólt, és a Lancetben publikálták. A kutatás egy új szindrómát vezetett be, amelynek az „autistic enterocolitis” nevet adta, és lehetséges kapcsolatot feltételezett a bélbetegség egy új formája, az autizmus és az MMR oltások között. A szerzők megjegyezték, hogy nyolc gyerek szülei az úgynevezett „viselkedési tüneteket” az MMR-rel hozták kapcsolatba, és azt állították, hogy a tünetek az MMR oltást követő két héten belül kezdődtek.
A lehetséges kiváltó okok között nyolc esetben az MMR, egy esetben a kanyarófertőzés szerepelt. A tanulmányt azonnal ellentmondásosnak találták. Széleskörű nyilvánosságot kapott az Egyesült Királyságban, és a következő hónapban összehívták miatta a brit Egészségügyi Tudományos Tanácsot (Medical Research Council). Egy 2005-ös japán kutatás nem talált kapcsolatot az autizmus és az MMR oltás között azokkal a gyerekekkel összehasonlítva, akik külön kapták a védőoltást kanyaró, mumpsz és rubeola ellen. Japánban az MMR oltást 1993-ban külön oltásokra cserélték.
Habár a kutatás nem tudta bizonyítani az összefüggést, mielőtt azt publikálták volna Wakefield egy sajtókonferencián és a kórház által kiadott videóhírekben is az MMR oltás felfüggesztése mellett érvelt, mindaddig, amíg nem végeznek több kutatást a témában. Utóbb ezt úgy kritizálták, mint „sajtó-tudományt” (az a jelenség, amikor a kutató a sajtóban népszerűsíti az elméletét, amikor látja, hogy az a tudományos közösségben nem fogja megállni a helyét). A BBC szerint nem maga a Lancetben megjelent kutatás, hanem ez a sajtókonferencia volt az, ami lendületet adott az MMR-ellenes pániknak. A BBC szerint Wakefield azt mondta az újságíróknak, hogy „mindez erkölcsi kérdés” és hogy nem tudja tovább támogatni ennek a három az egyben oltásnak a használatát. „Sürgős további kutatásokra van szükség, hogy meghatározzuk, vajon az MMR oltás valóban ilyen komplikációhoz vezethet-e néhány embernél” mondta akkor Wakefield. „Ha három különböző vírust adunk be, háromféle élő vírust, azzal növeljük az esélyét egy kedvezőtlen hatás bekövetkezésének, különösen, ha az egyik vírus olyan módon befolyásolja az immunrendszert, ahogyan azt a kanyaró teszi” állította. Azt javasolta, hogy a szülők döntsenek külön-külön védőoltás mellett a kanyaró, a mumpsz és a rubeola ellen, az év külön időszakaira elosztva. A 60 Minutes nevű tévéműsor 2000-ben riportot készített Wakefield-del, melyben ugyanezeket az állításokat az Egyesült Államok közönsége felé is elismételte, ezzel új fókuszpontot adva a születőben lévő amerikai oltásellenes mozgalomnak, amely korábban az oltásokban található tiomerzál miatt aggódott. 2001 decemberében Wakefield felmondott a Royal Free Hospital-nál. „Arra kértek, hogy távozzak, mert a kutatásom eredményei népszerűtlenek.” Az orvosi egyetem azt közölte, hogy távozása „kölcsönös megegyezéssel” zajlott. 2002 februárjában Wakefield azt állította, hogy „ami ezt a krízist előidézte, az a különálló oltások eltávolítása, a választás lehetőségének eltávolítása – ez okozta a riadalmat! Mert az orvosok, a guruk, úgy kezelik az embereket, mint valami idióta tömeget, ami nem tud jól informált döntéseket önállóan hozni.”

### A kezdeti ellentmondásosság utóhatása
Wakefield azután is klinikai vizsgálatokat vezetett, hogy 2001 decemberében elhagyta a Royal Free Hospital-t. Csatlakozott egy ellentmondásos amerikai kutatóhoz, Jeff Bradstreethez, az International Child Development Resource Center nevű intézményben, hogy további kutatásokat végezzen az MMR vakcina és az autizmus lehetséges kapcsolatáról.
2004-ben Wakefield a Thoughtful House kutatóintézetben kezdett dolgozni, Austinban (Texas). 2010. februárjáig az intézet ügyvezető igazgatója volt, amikor is a Brit Orvosi Kamara ellene szóló vádjai miatt lemondott.
2004 februárjában az ellentmondásossága újra felszínre került, amikor azzal vádolták meg, hogy a kutatásai során elfogult volt. Brian Deer, a The Sunday Times újságírója, arról számolt be, hogy a Lancetben megjelent kutatásban szereplő 12 gyermek szülei közül néhányat kiképzett egy brit ügyvéd, aki az MMR oltások előállítóival szemben indítandó pereket készített elő, és hogy a Royal Free Hospital 55 000 fontot kapott a Jogsegély Bizottságtól (Legal Aid Board, ma Legal Services Commision) a kutatásért. Korábban, 2003 októberében, a bizottság leállított minden pereskedést az MMR oltások gyártóival szemben. A cikk állításait követve az orvosi kamara nyomozást folytatott, és Wakefield-et súlyos szakmai kötelességszegéssel vádolták, a tisztességtelenséget is beleértve. 2006 decemberében Deer arról írt a Sunday Times-ban, hogy azon a pénzen kívül, amit a Royal Free Hospital kapott, az ügyvédek, akik az MMR gyártókkal szembeni keresetekért voltak felelősek, Wakefieldnek további 400.000 fontot fizettek, amit ő korábban elmulasztott nyilvánosságra hozni.
24 órával Deer 2004-es Sunday Times riportját megelőzően a Lancet szerkesztője, Richard Horton, nyilvános közleményben reagált a nyomozásra. Wakefield kutatását „halálosan elhibázottnak” írta le, és azt mondta, hogy a tanulmányt elfogultság miatt elutasították volna, ha az ellenőrző szakértők tisztában lettek volna Wakefield személyes érdekeltségével. Wakefield tizenkét szerzőtársából tíz később a Lancetben közzé tette a kutatás értelmezésének visszavonását. A visszavont kutatás egy része a következő:
Értelmezés: Gasztrointesztinális megbetegedéssel együtt járó fejlődési visszamaradást figyeltünk meg egy csoport, korábban normális gyereknél, amit időben általában lehetséges környezeti kiváltó okok kísértek.
A visszavonás a következőképp hangzott:
Szeretnénk tisztázni, hogy ebben a kutatásban nem állítottuk, hogy kapcsolat van az oltás és az autizmus között, mivel erre nem volt elegendő adatunk. Ennek ellenére egy ilyen kapcsolat lehetőségét felvetettük, és az ezt követő eseményeknek komoly hatása volt a közegészségre. Ennek fényében úgy gondoljuk, most van itt a megfelelő ideje annak, hogy formálisan visszavonjuk a kutatás adataira alapozott értelmezést, a precedens szerint.

### Wakefield, a Channel 4 és mások
2004 novemberében a Channel 4 tévécsatorna Dispatches című dokumentumsorozatában Brian Deer egy órás különkiadást készített a nyomozásáról. A Toronto Star, állította Deer, „dokumentált bizonyítékkel rendelkezik arról, hogy Wakefield szimpla kanyaró elleni védőoltásra adott be szabadalmi kérelmet, még az MMR vakcina elleni kampányát megelőzően, ami megkérdőjelezi a motivációját.”
Wakefield közzé nem tett eredeti szabadalmi beadványán túl, Deer leközölte a közzétett szabadalmi beadvány másolatát. Az első oldal első bekezdésében a következő állítás szerepel:
Jelen találmány egy új védőoltás/immunizáció, amely megelőzés és/vagy profilaxis a kanyaróvírus-fertőzés ellen, és gyógyászati vagy terápiás kiegészítés IBD (gyulladásos bélbetegség – inflammatory bowel disease) kezelésére; részben a Crohn betegségre, colitis ulcerosára (fekélyes vastagbélgyulladás), és regresszív viselkedési zavarra (szintén nevezik pervazív fejlődési zavarnak is).
Mielőtt bemutatná Wakefield Lancet-ben megjelent 1998-as kutatását, a szabadalom ugyanezen az oldalon kifejezetten állítja, hogy az MMR oltás használata autizmust okoz.
Deer szerint egy 2005. január 31-én Wakefield ügyvédeitől kapott levélben az áll: „Dr. Wakefield nem tervezett rivális oltóanyagot.”
A Dispatches c. műsorban Deer azt is felfedte, hogy egy, a Royal Free Orvosi Egyetemen Wakefield felügyelete alatt dolgozó kutató, Nicholas Chadwick, nem tudott kanyaróvírust kimutatni azokban a gyerekekben, akikről a Lancetben megjelent írás szólt.
2005 januárjában Wakefield rágalmazásért beperelte a Channel 4-et, a Twenty Twenty nevű független produkciós vállalatot, Brian Deer-t, mint a The Sunday Times riporterét és Brian Deer-t, mint magánszemélyt, weboldalával, a briandeer.com-mal együtt. Követelései beadása után néhány héten belül azonban arra törekedett, hogy befagyassza a pert mindaddig, amíg az orvosi kamara meg nem hozza a döntését vele kapcsolatban. A Channel 4 és Deer a Legfelsőbb Bírósághoz fordult, hogy arra kényszerítsék Wakefieldet, hogy folytassa a pert, vagy álljon el tőle. A 2005. október 27-28-i meghallgatásokat követően Sir David Eady bíró elutasította az eljárás felfüggesztését:
Ennélfogva úgy tűnik, hogy a felperes a rágalmazási eljárást PR célokra kívánja használni, és arra, hogy más kritikusokat elriasszon. Ugyanakkor egy ilyen per »kellemetlenségeitől«, mint az alperes lényeges összefüggéseire történő válaszadás, el akarja szeparálni magát… Igaz ugyan, hogy a felperes minden előnyt, amit csak tudott, ki akart préselni az eljárásból, de annak előrehaladását nem kívánta, és az alpereseknek sem akart lehetőséget adni arra, hogy igényét teljesítse.
Az ítélet elismerte a Channel 4 „nagyon hosszú kivonatát” és összegezte Deer Wakefielddel szemben megfogalmazott állításait:
1. Wakefield félelmet keltett azzal az állítással, hogy az MMR oltás autizmust okozhat, bár tudta, hogy a saját laboratóriuma által végzett kísérletek is drámaian ellentmondtak ennek az állításának, oly módon, hogy egyetlen esetet sem találtak a vizsgálattal érintett gyerek közül, akinek a szervezetében kimutatható lett volna a kanyaróvírus. Tudta, vagy tudnia kellett arról, hogy egyáltalán nem volt alapja annak a meggyőződésnek, hogy az MMR oltást külön védőoltásokra kellene bontani.
2. A félelemkeltéssel tisztességtelenül járt el, és a vagyoni haszonszerzés motiválta, mert bár elmulasztotta nyilvánosságra hozni a tényt, rivális védőoltást és más termékeket (például az elméletén alapuló diagnosztikai készletet) tervezett, amelyekkel egy vagyont kereshetett volna.
3. Súlyosan bántalmazta a felügyeletére bízott gyerekeket az általa végzett kiterjedt invazív vizsgálatokkal (előfordult, hogy három emberre volt szükség ahhoz, hogy a gyereket lefogják), ezzel távozásra késztette az ápolókat, orvos kollégáiban pedig komoly fenntartásokat és szorongást idézett elő.
4. Helytelenül és/vagy tisztességtelen módon elmulasztotta feltárni a kollégái és a nyilvánosság előtt, hogy az autista gyerekeken történő kutatása egy olyan ügyvédekkel kötött szerződéssel kezdődött, akik megpróbálták beperelni az MMR oltás gyártóit.
5. Helytelenül és tisztességtelen módon kölcsönadta hírnevét az International Child Development Resource Centre részére, amely drága és nem bizonyított hatásosságú termékeket (amivel tisztában volt vagy tisztában kellett lennie) népszerűsített erősen sebezhető szülők részére.

Eady bíró kimondta: „A brit orvosi kamara fegyelmi testületének véleménye és következtetései, amennyire meg tudom mondani, nem lehetnek relevánsak vagy elfogadhatóak,” és a Channel 4 állításai „alapjaiban ássák alá a felperes szakmai hozzáértését és tisztességét,” továbbá „nem lehet komolyan javasolni, hogy az orvosi kamara eljárása elsőbbséget élvezzen a kérdések megválaszolásában.”
2006 decemberében Deer közzétette a Legal Services Commission-tól (Jogi Szolgáltatási Bizottság) megszerzett bejegyzéseket, mely szerint az nem nyilvánosan 435,643 fontot fizetett Wakefield-nek abból a célból, hogy felépítsenek egy ügyet az MMR oltás ellen. A kifizetések, írja a The Sunday Times, két évvel Wakefield Lancetben megjelent kutatása előtt kezdődtek. Néhány nappal Deer riportját követően Wakefield ejtette a rágalmazással kapcsolatos vádakat, és kötelezték, hogy az eljárás költségeit megtérítse az alpereseknek.

### További aggályok
Wakefield adatait megkérdőjelezte egy korábbi végzős diák, aki Deer műsorában bukkant fel. Később amellett tanúskodott, hogy Wakefield figyelmen kívül hagyta azokat az adatokat, amelyek ellentmondtak az elméletének. Egy közreműködő laboratórium független kutatása megkérdőjelezte azokat az adatokat, amelyek alátámasztották Wakefield állításait.
2005 júniusában a BBC Horizon című műsora beszámolt egy meg nem nevezett és nem publikált kutatásról, amely 100 autista és 200 egészséges gyermek vérmintáját tanulmányozta. A jelentés szerint a vérminták 99%-ában semmi nyomát nem találták kanyaró vírusnak, míg azok a minták, amelyek tartalmazták a vírust, azonos eséllyel származhattak autista és nem autista gyerekektől. Csak három minta tartalmazta a vírust, egy autista és kettő normálisan fejlődő gyereké. A kutatás szerzői nem találtak kapcsolatot az MMR oltás és az autizmus között.
Sem az Amerikai Egyesült Államok Nemzeti Tudományos Akadémia Egészségügyi Intézete, sem a Betegség Ellenőrzési és Megelőzési Központ (Centers for Disease Control and Prevention), sem pedig a brit Nemzeti Egészségügyi Szolgálat (National Health Service) nem talált kapcsolatot az autizmus és a védőoltások között. Orvosi szakirodalomban olvasható felülvizsgálatok egyike sem talált kapcsolatot az MMR oltás és az autizmus vagy a bélbetegség között, amit Wakefield autistic enterocolitis-nak nevezett.

## Az orvosi kamara meghallgatásai
A Brit Orvosi Kamara 2007. július és 2010. május között tartotta 217 napig tartó „gyakorlati alkalmasságra” vonatkozó meghallgatásait, mely során a Wakefield-del és azon két kollegájával szembeni szakmai kötelezettségszegés vádját vizsgálta, akik érintettek voltak a Lancet-ben megjelent kutatásban. A vádak magukba foglalták a következőket:
- Olyan szülők ügyvédei fizették a kutatásért, akik azt hitték, hogy a gyermekeiknek ártott az MMR oltás.[65]
- A vizsgálat alanyain a szükséges gyermekgyógyászati képesítés nélkül utasított olyan vizsgálatok végrehajtására, mint a vastagbéltükrözés (kolonoszkópia), bélbiopszia és gerinccsapolás. Mindezt a részlege etikai bizottságának beleegyezése nélkül, és a gyermekek orvosi érdekeivel ellentétesen,[65] mert ezeket a diagnosztikai eljárásokat nem indokolták a gyermekek tünetei vagy kórtörténete.
- Tisztességtelenül és felelőtlenül járt el abban, hogy nem hozta nyilvánosságra, hogyan válogatta ki a betegeket a kutatásához,[65] továbbá a Lancetben megjelent leírásaiban és a publikálást követően felmerült kérdésekkel kapcsolatban arról, hogy hogy milyen betegségei voltak a gyerekeknek, és hogy azokat a megbetegedéseket az oltáshoz képest mikor vizsgálták meg.[67][68]
- A kutatásait az etikai bizottság alapeszméivel ellentétesen végezte.[65]
- A fia születésnapi zsúrján megjelent gyerekektől fejenként 5 fontért vérmintát vásárolt, amelyen a későbbi előadásain viccelődött is.[65]
- Érzéketlenül semmibe vette azt a szorongást vagy fájdalmat, amit a gyerekeknek okozott.[10]

Wakefield valamennyi vádat tagadta. 2010. január 28-án az orvosi kamara minden vádpontban Wakefield ellen döntött. Kijelentették, hogy „kötelességeiben megbukott, mint felelősségteljes munkatárs”, a betegei érdekével szemben cselekedett, és ellentmondásos kutatása során „tisztességtelenül és felelőtlenül” járt el. 2010. május 24-én kizárták az Egyesült Királyság orvosai közül. Ez volt a legsúlyosabb szankció, amit a kamara kiszabhatott vele szemben, és hatékonyan vetett véget az orvosi karrierjének. A döntés bejelentésekor a kamara közölte, hogy a Wakefield „szégyent hozott az orvosi szakmára” és csakis a nevének törlése jelentett megfelelő szankciót mindazokra a „súlyos és széleskörű” kötelességszegésekre, amelyeket elkövetett. Ugyanezen a napon jelent meg Wakefield önéletrajza (Callous Disregard – Érzéketlen semmibevétel), amely címében ugyanazokat a szavakat használta, mint ahogy az ellene felhozott vádakat megfogalmazták. Wakefield amellett érvelt, hogy ő volt az, akivel igazságtalanul bánt az orvosi és tudományos intézményrendszer.

## Járványok, hatások, fogadtatás
Wakefield csalását orvosok, orvosi szaklapok és szerkesztők hozták összefüggésbe különböző járványokkal és halálesetekkel.
Az Associated Press megírta: Nagy-Britanniában az átoltottság mértéke 92%-ról 73%-ra esett vissza, míg London egyes részein 50%-ig csökkent. A hatás közel sem volt olyan drámai, mint az Egyesült Államokban, de a kutatók szerint kb. 125.000, a 90-es évek végén született brit gyerek Wakefield miatt nem kapta meg az MMR oltást.
Az ABC News szerint mióta dr. Andrew Wakefield 1998-ban közzétette a kutatását, sok szülő meg van győződve arról, hogy a kanyaró, mumpsz és rubeola elleni oltás autizmust okozhat. A kutatás több kárt okozott, mint hasznot. A Betegség Ellenőrzési és Megelőzési Központ (Centers for Disease Control and Prevention) szerint az Egyesült Államokban több kanyarós megbetegedést jelentettek 2008-ban, mint 1997 óta bármelyik évben. A fertőzöttek 90%-a nem volt beoltva, vagy nem lehetett tudni, kapott-e védőoltást.
Paul Hébert, a Canadian Medical Association Journal (CMAJ) nevű orvosi szaklap vezető szerkesztője azt mondta, a Wakefield fiaskónak hatalmas hatása van, és egy egész oltásellenes mozgalmat szült. Nagy-Britanniában kanyaró járványok törtek ki, amely valószínűleg sok halálesethez járult hozzá.
A New York Times egyik cikkében azt írta, hogy Andrew Wakefield generációjának legtöbbet gyalázott orvosa. A vádlótól függően hibáztatták közvetlenül és közvetetten, amiért felelőtlenül tragikus következményekkel járó pánikot keltett: az átoltottság olyan alacsonyra csökkent, hogy azok a gyerekkori betegségek, amelyeket sikerült eltörölni – köztük a szamárköhögés és a kanyaró – újra megjelentek, ezzel veszélyeztetve a fiatal életeket.
Brian Deer, oknyomozó újságíró, Wakefield büntetőjogi felelősségre vonását sürgette.
J. B. Handley, az oltásellenességet hirdető Generation Rescue nevű csoportból megjegyezte: „Andrew Wakefield olyan a közösségünknek, mint Nelson Mandela és Jézus Krisztus egy személyben.” Wakefield-nek van egy adománygyűjtő csoportja, amelynek feladata a Handley peres ügyeinek támogatása.
2011. április 1-én a James Randi Oktatási Alapítvány a Pigasus díjjal jutalmazta Wakefield-et amiért „elutasítja, hogy szembe nézzen a valósággal.”
Egy 2011-es cikk a védőoltás-autizmus közötti kapcsolatot úgy jellemezte, mint „a legnagyobb orvosi hoax az elmúlt 100 évben.”
2011-ben Wakefield vezette az év legrosszabb orvosainak listáját a Mediscape-en. 2012-ben a Time magazin megnevezte Wakefield-et „A legnagyobb tudományos csalások” című listáján. A Good Thinking Society 2012-ben életműdíjjal jutalmazta „csalás” kategóriában.
A New York Times egyik íróját, aki egy 2011-es texasi (Tomball) rendezvényről tudósított, ahol Wakefield is beszélt, megfenyegette az egyik rendező, Michelle Guppy: „Legyen vele kedves, vagy bántani fogjuk.” Guppy a Houston Autism Disability Network koordinátora.
2015 februárjában Wakefield tagadta, hogy felelőssége lenne a Disneylandből kiinduló kanyaró járványhoz. Ugyancsak megerősítette hiteltelen meggyőződését, mely szerint „az MMR hozzájárul a jelenlegi autizmus járványhoz.” Addigra 166 kanyarós esetet jelentettek. Paul Offit, gyermekgyógyász, immunológus, nem értett egyet. Azt állította, hogy a járvány egyenesen Wakefield teóriájának köszönhető.
2018-ban a The skeptic brit magazin Wakefield-et tüntette ki a „Rozsdás Borotva” díjjal, az áltudományoskodásáért és a rossz kritikai gondolkodásáért. A díjat évente osztják ki, az olvasók szavazatai alapján. A szerkesztő, Deborah Hyde azt mondta: „Az olvasóink egyértelműen úgy érezték, hogy az oltásellenes rombolás még mindig probléma, annak ellenére is, hogy Mr. Wakefield régen jelent meg először a nyilvánosság előtt. Ezek a gyermekbetegségek valódi károkat okozhatnak, így aztán büszkék vagyunk arra, hogy olyan szervezet vagyunk, akik terjesztik a jó hírt – a bizonyítékok tömkelegét arról, hogy a védőoltások biztonságosak. Védjék meg a gyermekeiket és a közösségüket azzal, hogy élnek vele!”
Magyarországon is léteznek mozgalmak, jelentős számú követővel, akik a védőoltások ellen vannak, s többek között elfogadják Wakefield nézeteit, így például az MMR oltás és az autizmus kialakulása között „feltételezett” összefüggést.

## Fordítás
- Ez a szócikk részben vagy egészben  az   Andrew Wakefield című angol Wikipédia-szócikk ezen változatának fordításán alapul.  Az eredeti cikk szerkesztőit annak laptörténete sorolja fel. Ez a jelzés csupán a megfogalmazás eredetét és a szerzői jogokat jelzi, nem szolgál a cikkben szereplő információk forrásmegjelöléseként.